# 贾怀济
贾怀济，中华人民共和国政治人物、外交官。1976年，接替钱其琛担任中华人民共和国驻几内亚比绍大使。1979年，由刘英仙接任。1980年，担任中华人民共和国驻加纳大使。